# Liste der Baudenkmäler in Beverungen
Die Liste der Baudenkmäler in Beverungen enthält die denkmalgeschützten Bauwerke auf dem Gebiet der Stadt Beverungen im Kreis Höxter in Nordrhein-Westfalen (Stand: 1. Januar 2021). Diese Baudenkmäler sind in der Denkmalliste der Stadt Beverungen eingetragen; Grundlage für die Aufnahme ist das Denkmalschutzgesetz Nordrhein-Westfalen (DSchG NRW).

| Bild | Bezeichnung                                                                              | Lage                                                        | Beschreibung | Bauzeit                                          | Eingetragen seit        | Denkmal- nummer |
| --- | ---------------------------------------------------------------------------------------- | ----------------------------------------------------------- | --- | ------------------------------------------------ | ----------------------- | --------------- |
| Altdeutsches Gasthaus | Altdeutsches Gasthaus                                                                    | Beverungen Weserstraße 4 Karte                              | 2 1/2-geschossiges Fachwerkgiebelhaus mit Sollingdach, Auslucht, großer Tordurchfahrt, Schnitzbalken und Inschriften                                                            | 1611                                             | 25. September 1986      | 1               |
| Schäfer-Haus | Schäfer-Haus                                                                             | Beverungen Weserstraße 6 Karte                              | „Schäfer-Haus“, Historische Fachwerkfassade | 1693                                             | 25. September 1986      | 2               |
| 2-geschossiges Gebäude Fachwerkobergeschoss auf massivem Erdgeschoss                                                                                     | 2-geschossiges Gebäude Fachwerkobergeschoss auf massivem Erdgeschoss                     | Beverungen Weserstraße 8 Karte                              | 2-geschossiges Gebäude, Fachwerkobergeschoss auf massivem Erdgeschoss |                                                  | 25. September 1986      | 3               |
| Cordt-Holstein-Haus | Cordt-Holstein-Haus                                                                      | Beverungen Weserstraße 10 Karte                             | 2-geschossiges Fachwerkgiebelhaus, Sandsteindach | 1662                                             | 25. September 1986      | 4               |
| Rathaus | Rathaus                                                                                  | Beverungen Weserstraße 12 Karte                             | 2-geschossiger Steinbau mit Fachwerkgiebel | 1660                                             | 25. September 1986      | 5               |
| Altes Fährhaus | Altes Fährhaus                                                                           | Beverungen Weserstraße 24 Karte                             | 2-geschossiges Bruchsteingebäude mit Sollingwalmdach und Radanlage |                                                  | 25. September 1986      | 6               |
| Alte Apotheke | Alte Apotheke                                                                            | Beverungen Weserstraße 13 Karte                             | 2-geschossiges Steingebäude (Traufenhaus) mit Mansardendach | ca. 1790                                         | 25. September 1986      | 7               |
| Vierständergiebelhaus | Vierständergiebelhaus                                                                    | Beverungen Weserstraße 17 Karte                             | Vierständer-Giebelhaus |                                                  | 25. September 1986      | 8               |
| 2-geschossiges Fachwerkhaus | 2-geschossiges Fachwerkhaus                                                              | Beverungen Kesselstraße 11 Karte                            | 2-geschossiges Fachwerkhaus, Wetterfahne | 1720                                             | 25. September 1986      | 9               |
| Altes Amtsgericht | Altes Amtsgericht                                                                        | Beverungen Burgstraße 26 Karte                              | 3-geschossiger Sollingquaderbau mit Staffelgiebel und seitlichem Anbau und Turm                                                                                                 |                                                  | 25. September 1986      | 10              |
| 2-geschossiges Fachwerkgebäude mit Sollingdach | 2-geschossiges Fachwerkgebäude mit Sollingdach                                           | Beverungen Burgstraße 34 Karte                              | 2-geschossiges Fachwerkgebäude mit Sollingdach |                                                  | 25. September 1986      | 11              |
| 2-geschossiger Fachwerk-Traufenbau | 2-geschossiger Fachwerk-Traufenbau                                                       | Beverungen Burgstraße 38 Karte                              | 2-geschossiger Fachwerk-Traufenbau, mit fünfachsiger Straßenfassade | 18./19. Jahrhundert                              | 25. September 1986      | 13              |
| 2-geschossiges Herrenhaus | 2-geschossiges Herrenhaus                                                                | Beverungen Mühlenstraße 37 Karte                            | 2-geschossiges von unsachgemäßen Eingriffen verschont gebliebenes Herrenhaus | 1831                                             | 25. September 1986      | 12              |
| Rentmeisterhaus | Rentmeisterhaus                                                                          | Beverungen An der Burg 1 Karte                              | 2-geschossiges zur Straße traufenständiges Fachwerkgebäude | 1650                                             | 25. September 1986      | 14              |
| weitere Bilder | Alte Burg Burg - Burgturm                                                                | Beverungen An der Burg 3 Karte                              | 5-geschossiger Bruchsteinbau mit hohem Sollingdach, Giebelausbau in Fachwerk | 1330, 1650                                       | 25. September 1986      | 15              |
| Kath. Pfarrkirche St. Johannes Baptist | Kath. Pfarrkirche St. Johannes Baptist                                                   | Beverungen An der Kirche 5 Karte                            | Kath. Pfarrkirche St. Johannes der Täufer, barocker Saalbau mit Polygonschluß                                                                                                   | 1682–1698                                        | 25. September 1986      | 16              |
| Weyrather-Haus | Weyrather-Haus                                                                           | Beverungen Lange Straße 3 Karte                             | 2-geschossiges Traufenhaus mit Mansardendach, Ausleger und Wetterfahne | 1794                                             | 25. September 1986      | 17              |
| Haus Anschel | Haus Anschel                                                                             | Beverungen Lange Straße 9 Karte                             | 2-geschossiger Klinkerbau mit Fachwerkobergeschoss | um 1900                                          | 25. September 1986      | 18              |
| Hotel Stadt Bremen | Hotel Stadt Bremen                                                                       | Beverungen Lange Straße 13 Karte                            | 2-geschossiges Fachwerkgebäude auf hohem Kellergeschoss, Mansardendach | Mitte des 18. Jahrhunderts                       | 25. September 1986      | 19              |
| 2-geschossiges Fachwerkgiebelhaus | 2-geschossiges Fachwerkgiebelhaus                                                        | Beverungen Lange Straße 43 Karte                            | 2-geschossiges Fachwerkgiebelhaus mit Fachwerkverzierungen | 1690                                             | 25. September 1986      | 20              |
| 2-geschossiges Fachwerkgebäude | 2-geschossiges Fachwerkgebäude                                                           | Beverungen Lange Straße 45 Karte                            | 2-geschossiges Fachwerkgebäude, klassizistische Stilelemente |                                                  | 25. September 1986      | 21              |
| Haus Ruthe | Haus Ruthe                                                                               | Beverungen Lange Straße 49 Karte                            | 2-geschossiges Fachwerkgebäude |                                                  | 25. September 1986      | 22              |
| Haus Süss | Haus Süss                                                                                | Beverungen Lange Straße 61 Karte                            | 2-geschossiges Massivhaus mit Walmdach und säulengestütem Rundbalkon |                                                  | 25. September 1986      | 23              |
| Bildstock | Bildstock                                                                                | Beverungen Posttwete Karte                                  | Bildstock | 1717                                             | 25. September 1986      | 24              |
| 2-geschossiges Fachwerkhaus | 2-geschossiges Fachwerkhaus                                                              | Beverungen Burgstraße 16 Karte                              | 2-geschossiges Fachwerküphaus mit Schnitzerei im Giebel |                                                  | 25. September 1986      | 25              |
| 3-geschossiges Fachwerkhaus | 3-geschossiges Fachwerkhaus                                                              | Beverungen Mühlenstraße 18 Karte                            | 3-geschossiges Fachwerkhaus | 1686                                             | 25. September 1986      | 26              |
| Bildstock | Bildstock                                                                                | Beverungen Lindenstraße Karte                               | Bildstock mit Reliefdarstellungen einer Pieta und St. Antonius | 1723                                             | 25. September 1986      | 27              |
| Bildstock | Bildstock                                                                                | Beverungen Lindenstraße Karte                               | Bildstock in Form eines Baldachins mit St. Nepomuk | 1723                                             | 25. September 1986      | 28              |
| Haus Crux | Haus Crux                                                                                | Beverungen Elisenhöhe 1 Karte                               | 2-geschossiges burgähnliches Bruchsteingebäude mit Treppenturm |                                                  | 25. September 1986      | 29              |
| Kapelle | Kapelle                                                                                  | Beverungen Elisenhöhe 1 Karte                               | Bruchsteinkapelle mit kleinem Turmaufbau und Portalvorbau | 1912                                             | 25. September 1986      | 30              |
| Georgskirche | Georgskirche                                                                             | Amelunxen St.-Georg-Straße 2 Karte                          | Schlichter dreijochiger Saalbau mit Westturm und eingezogenem Chor | 12. Jahrhundert                                  | 25. September 1986      | 31              |
| Kath. Pfarrkirche St. Peter und Paul | Kath. Pfarrkirche St. Peter und Paul                                                     | Amelunxen Amalungstraße 1 Karte                             | Schlichter Saalbau mit Polynalchor und Westturm, Spitzbogenfenster | 1746–1818                                        | 25. September 1986      | 32              |
| Schloss Amelunxen | Schloss Amelunxen                                                                        | Amelunxen Gutshof 1                                         | 2-geschossiger Steinbau mit Walmdach und Erkern | 1554                                             | 25. September 1986      | 33              |
| Ackerbürger-Vierständerbau | Ackerbürger-Vierständerbau                                                               | Amelunxen Drenker Straße 12 Karte                           | Ackerbürger-Vierständerbau mit Dielentorinschrift | 1803                                             | 25. September 1986      | 34              |
| 2-geschossiger Fachwerkwohnhaus | 2-geschossiger Fachwerkwohnhaus                                                          | Amelunxen Abgunstweg 1 Karte                                | 2-geschossiges Fachwerkwohnhaus |                                                  | 25. September 1986      | 35              |
| 2-geschossiges Fachwerkhaus | 2-geschossiges Fachwerkhaus                                                              | Amelunxen Amalungstraße 6 Karte                             | 2-geschossiger Fachwerkbau mit Toreinfahrt und erhaltener Diele | 1787                                             | 25. September 1986      | 36              |
| 2-geschossiges landwirtschaftliches Fachwerkwohnhaus | 2-geschossiges landwirtschaftliches Fachwerkwohnhaus                                     | Amelunxen Amalungstraße 18 Karte                            | 2-geschossiges landwirtschaftl. Fachwerkwohnhaus | 1816                                             | 27. Oktober 1994        | 37              |
| 2-geschossiges Fachwerkwohnhaus | 2-geschossiges Fachwerkwohnhaus                                                          | Amelunxen Amalungstraße 17 Karte                            | 2-geschossiges Fachwerkwohnhaus als ältestes Haus in Amelunxen | 1816                                             | 25. September 1986      | 38              |
| Kath. Kirche St. Joseph | Kath. Kirche St. Joseph                                                                  | Blankenau Dorfstraße 19 Karte                               | barocker Saalbau von 3 Jochen mit Polygonanschluss | 1714                                             | 25. September 1986      | 39              |
| Gutsanlage Blankenau mit Herrenhaus | Gutsanlage Blankenau mit Herrenhaus                                                      | Blankenau Dorfstraße 20 Karte                               | Herrenhaus als 1-1/2-geschossiger langgestreckter Traufenbau mit hohem Steinsockeln und großem Sollingdach                                                                      | Anfang 17. Jahrhundert                           | 25. September 1986      | 40              |
| 2-geschossiges Fachwerkhaus | 2-geschossiges Fachwerkhaus                                                              | Blankenau Dorfstraße 14 Karte                               | 2-geschossiges Fachwerkhaus mit Rundbogentor und Diele |                                                  | 25. September 1986      | 41              |
| 2-geschossiges Fachwerkwohnhaus | 2-geschossiges Fachwerkwohnhaus                                                          | Drenke Am Teich 10 Karte                                    | 2-geschossiges Fachwerkwohnhaus |                                                  | 25. September 1986      | 42              |
| Knotenhof 2-geschossiges Fachwerkwohnhaus | Knotenhof 2-geschossiges Fachwerkwohnhaus                                                | Drenke Am Teich 11 Karte                                    | 2-geschossiges Fachwerkwohnhaus |                                                  | 25. September 1986      | 43              |
| weitere Bilder | Kath. Pfarrkirche St. Bartholomäus                                                       | Herstelle Heristalstraße 20 Karte                           | 3-jochiger gotisierender Saalbau mit Polygonanschluß und Turm | 1710                                             | 25. September 1986      | 44              |
| weitere Bilder | Burg Herstelle                                                                           | Herstelle Carolus-Magnus-Straße 10 Karte                    | neogotischer 3-geschossiger Neubau aus Sollingstein, 7 Achsen mit Verandaanbau                                                                                                  | 1798, 1826–1832                                  | 25. September 1986      | 45              |
| Kreuzstein | Kreuzstein                                                                               | Herstelle Carolus-Magnus-Straße / Klippen- weg Karte        | Kreuzstein am Fuß der Burg | unbestimmt, das Datum 779 wurde später eingefügt | 25. September 1986      | 46              |
| Fachwerkhaus Vierständer-Fachwerkbau | Fachwerkhaus Vierständer-Fachwerkbau                                                     | Herstelle Schifferstraße 10 Karte                           | Fachwerkhaus, typischer Vierständerbau des Weserraumes | frühes 17. Jahrhundert                           | 25. September 1986      | 47              |
| Kath. Pfarrkirche St. Jakobus der Ältere | Kath. Pfarrkirche St. Jakobus der Ältere                                                 | Jakobsberg Jakobusstraße 8 Karte                            | Romanisches 2-jochiges Langhaus, mit schmalerem Westturm |                                                  | 25. September 1986      | 48              |
| Kath. Kirche St. Bartholomäus | Kath. Kirche St. Bartholomäus                                                            | Tietelsen Prüssenstraße 8 Karte                             | Saalbau mit neogotischem Westturm von 1902 | um 1700                                          | 25. September 1986      | 49              |
| Kath. Pfarrkirche Heilige Familie und St. Stephanus | Kath. Pfarrkirche Heilige Familie und St. Stephanus                                      | Wehrden Vitusstraße 2 Karte                                 | 3-jochiger Saalbau mit Polygonanschluss und Weltbau mit eingezogenem Turm | 1698                                             | 25. September 1986      | 50              |
| weitere Bilder | Schlossanlage Wehrden                                                                    | Wehrden Schloßhof 1 Karte                                   | 2-geschossiges breitgelagertes Herrenhaus mit Walmdach | ab 1696                                          | 25. September 1986      | 51              |
| weitere Bilder | Laukapelle                                                                               | Wehrden Bundesstraße 83 / K 56 Karte                        | kleiner Kapellenbau mit rundbogigem Westportal | 1685                                             | 25. September 1986      | 52              |
| weitere Bilder | Schloss Würgassen                                                                        | Würgassen Würrigser Straße 75 Karte                         | 2-geschossiger Mansarddachbau | 1698                                             | 25. September 1986      | 53              |
| Bildstock | Bildstock                                                                                | Würgassen Würrigser Straße Karte                            | Bildstock mit eingebautem spätgotischem Sakramentshäuschen | 1706                                             | 25. September 1986      | 54              |
| Bildstock | Bildstock                                                                                | Würgassen Lauenförder Straße Karte                          | Bildstock mit ornamentierten Pilastern | Anfang 18. Jahrhundert                           | 25. September 1986      | 55              |
| Kath. Pfarrkirche St. Michael | Kath. Pfarrkirche St. Michael                                                            | Würgassen Michaelstraße 2 Karte                             | Kath. Pfarrkirche St. Michael | um 1900                                          | 25. September 1986      | 56              |
| Giebelständiges Fachwerkhaus in Vierständer-Konstruktion, 2-geschossiges Fachwerkgebäude                                                                 | Giebelständiges Fachwerkhaus in Vierständer-Konstruktion, 2-geschossiges Fachwerkgebäude | Beverungen Burgstraße 15a/15b Karte                         | Giebelständiges Fachwerkhaus in Vierständer-Konstruktion | 1735                                             | 28. März 1988           | 57              |
| Große, aufwendige Hofanlage | Große, aufwendige Hofanlage                                                              | Amelunxen Amalungstraße 32 Karte                            | Große aufwendige Hofanlage, die Gebäude bilden ein Ensemble von hoher Aussagekraft                                                                                              | 1807                                             | 28. März 1988           | 58              |
| Vierständer-Fachwerkgiebelhaus mit Dielentor | Vierständer-Fachwerkgiebelhaus mit Dielentor                                             | Dalhausen Urentalstraße 15 Karte                            | Vierständer-Fachwerkgiebelhaus mit Dielentor, ornamentierten Hölzern | 1759                                             | 28. März 1988           | 59              |
| Traufenständiges zweistöckiges Fachwerkhaus | Traufenständiges zweistöckiges Fachwerkhaus                                              | Dalhausen Urentalstraße 23 Karte                            | Traufenständige 2-geschossiges Fachwerkhaus | 1. Hälfte 19. Jahrhundert                        | 23. Juni 1989           | 88              |
| 2-geschossiges Massivhaus mit Walmdach | 2-geschossiges Massivhaus mit Walmdach                                                   | Drenke Höxterstraße 2 Karte                                 | 2-geschossiges Massivhaus mit Walmdach |                                                  | 28. März 1988           | 60              |
| 2-geschossiges Fachwerkgiebelhaus mit Sollingdach | 2-geschossiges Fachwerkgiebelhaus mit Sollingdach                                        | Herstelle Fährstraße 1 Karte                                | 2-geschossiges Fachwerkhaus mit Sollingdach |                                                  | 28. März 1988           | 61              |
| 2-geschossiges Fachwerkgiebelhaus mit zweifach vorkragendem Giebel                                                                                       | 2-geschossiges Fachwerkgiebelhaus mit zweifach vorkragendem Giebel                       | Herstelle Fährstraße 3 Karte                                | 2-geschossiges Fachwerkhaus mit zweifach vorkragendem Giebel, Erdgeschoss z. T. massiv erneuert                                                                                 |                                                  | 28. März 1988           | 62              |
| 2-geschossiges Fachwerk-Traufenhaus mit Mansarddach | 2-geschossiges Fachwerk-Traufenhaus mit Mansarddach                                      | Herstelle Heristalstraße 29 Karte                           | 2-geschossiges Fachwerk-Traufenhaus mit Mansarddach | 18. Jahrhundert                                  | 28. März 1988           | 63              |
| 2-geschossiges Fachwerkwohnhaus | 2-geschossiges Fachwerkwohnhaus                                                          | Herstelle In der Grund 1 Karte                              | 2-geschossiges Fachwerkwohnhaus | 16. Jahrhundert                                  | 28. März 1988           | 64              |
| 2-geschossiges Fachwerkwohnhaus | 2-geschossiges Fachwerkwohnhaus                                                          | Herstelle In der Grund 2 Karte                              | 2-geschossiges Fachwerkwohnhaus | 16. Jahrhundert                                  | 28. März 1988           | 65              |
| Kapelle | Kapelle                                                                                  | Beverungen Am Kapellenberg Karte                            | Kreuzkapelle aus Bruchstein mit kleinem Turm und Portalvorbau | 1859                                             | 15. Juli 1988           | 66              |
| Zweigeschossiges, giebelständiges Fachwerkhaus mit Krüppelwalm                                                                                           | Zweigeschossiges, giebelständiges Fachwerkhaus mit Krüppelwalm                           | Beverungen Lange Straße 14 Karte                            | Giebelständiges Fachwerkhaus mit Krüppelwalm | 19. Jahrhundert                                  | 1. August 1988          | 67              |
| Stadtbild mitprägendes Fachwerkgiebelhaus Ackerbürgerhaus                                                                                                | Stadtbild mitprägendes Fachwerkgiebelhaus Ackerbürgerhaus                                | Beverungen Burgstraße 32 Karte                              | Fachwerk-Vierständerbau mit ehemals Durchgangsdiele und schmalen zweigeschossigen Seitenschiff                                                                                  | 18. Jahrhundert                                  | 1. August 1988          | 68              |
| Kleiner traufenständiger Fachwerkbau Fachwerkhaus | Kleiner traufenständiger Fachwerkbau Fachwerkhaus                                        | Blankenau Zum Wesertal 24 Karte                             | Kleiner traufenseitiger Fachwerkbau von 4 Fensterachsen mit Krüppelwalm und Sandsteindach                                                                                       |                                                  | 23. Juni 1989           | 69              |
| Zweigeschossiges Fachwerkhaus | Zweigeschossiges Fachwerkhaus                                                            | Dalhausen Lange Reihe 5 und 7 Karte                         | 2-geschossiges Fachwerkhaus, Inschriften und Datierung auf der Obergeschossschwelle                                                                                             | 1763                                             | 23. Juni 1989           | 70              |
| Sehr kleiner zweigeschossiger Fachwerkbau | Sehr kleiner zweigeschossiger Fachwerkbau                                                | Wehrden Zur Breite 3 Karte                                  | Sehr kleiner 2-geschossiger Fachwerkbau | um 1800                                          | 23. Juni 1989           | 71              |
| Altes Forsthaus | Altes Forsthaus                                                                          | Würgassen Alter Postweg 1 Karte                             | Bruchsteinernes Gebäude mit Sandsteingewänden, traufenständig erschlossen |                                                  | 23. Juni 1989           | 72              |
| Zweigeschossiges traufenständiges Fachwerkhaus | Zweigeschossiges traufenständiges Fachwerkhaus                                           | Amelunxen Amalungstraße 11 Karte                            | 2-geschossiges traufenständiges Wohnhaus | 1. Hälfte des 19. Jahrhunderts                   | 23. Juni 1989           | 73              |
| Kleines giebelständiges Fachwerkhaus | Kleines giebelständiges Fachwerkhaus                                                     | Amelunxen Amalungstraße 28 Karte                            | Kleines giebelständiges Fachwerkhaus, Pfannendach, Giebeldreieck verkleidet | 1. Hälfte des 19. Jahrhunderts                   | 23. Juni 1989           | 74              |
| Zweigeschossiger traufenständiger Fachwerkbau | Zweigeschossiger traufenständiger Fachwerkbau                                            | Amelunxen Amalungstraße 34 Karte                            | 2-geschossiger traufenseitiger Fachwerkbau | um 1850                                          | 23. Juni 1989           | 75              |
| eingeschossiger traufenständiger Fachwerkbau | eingeschossiger traufenständiger Fachwerkbau                                             | Amelunxen St.-Georg-Straße 9 Karte                          | Eingeschossiger traufenseitger Fachwerkbau mit seitlichem Dielentor, Krüppelwalm                                                                                                |                                                  | 23. Juni 1989           | 76              |
| zweigeschossiges Giebelhaus | zweigeschossiges Giebelhaus                                                              | Amelunxen Kötterstraße 2 Karte                              | |                                                  | 23. Juni 1989           | 77              |
| BW | Kleines 2-geschossiges Fachwerkhaus                                                      | Neustätter Weg 2 Karte                                      | |                                                  | 5. August 2005 gelöscht | 78              |
| Großes Vierständer-Bauernhaus | Großes Vierständer-Bauernhaus                                                            | Amelunxen Drenker Straße 13 Karte                           | Großes Vierständer-Bauernhaus mit Durchgangsdiele, Giebeldreieck verkleidet | 1806                                             | 23. Juni 1989           | 79              |
| Großer, städtebaulich höchstwichtiger GasthofBacksteinrohbau                                                                                             | Großer, städtebaulich höchstwichtiger Gasthof Backsteinrohbau                            | Amelunxen Drenker Straße 9 Karte                            | Großer, städtebaulich höchstwichtiger Gasthof, Backsteinrohbau mit Freitreppe                                                                                                   | üum 1900                                         | 23. Juni 1989           | 80              |
| Fassade eines Fachwerkgiebelhauses Fachwerkgiebelhaus | Fassade eines Fachwerkgiebelhauses Fachwerkgiebelhaus                                    | Amelunxen Im Winkel 2 Karte                                 | Fassade eines Fachwerkgiebelhauses | 17. Jahrhundert                                  | 23. Juni 1989           | 81              |
| Sehr kleines Wohnhaus mit rückwärtiger Wirtschaftsteilerweiterung                                                                                        | Sehr kleines Wohnhaus mit rückwärtiger Wirtschaftsteilerweiterung                        | Amelunxen An der Mühle 12 Karte                             | Sehr kleines Wohnhaus mit rückwärtiger Wirtschaftsteilerweiterung | um 1850                                          | 23. Juni 1989           | 82              |
| Kleiner Vierständerbau | Kleiner Vierständerbau                                                                   | Blankenau Dorfstraße 9 Karte                                | Kleiner Vierständerbau von 5 Gefachen im städtebaulichen Zusammenhang | 19. Jahrhundert                                  | 23. Juni 1989           | 83              |
| Vierständerbau | Vierständerbau                                                                           | Blankenau Dorfstraße 17 Karte                               | 4 Ständerbau in wichtigem städtebaulichen Zusammenhang | 1712                                             | 23. Juni 1989           | 84              |
| Kleines Vierständerbauernhaus | Kleines Vierständerbauernhaus                                                            | Blankenau Dorfstraße 5 Karte                                | Kleineres Vierständerbauernhaus im städtebaulichen Zusammenhang | um 1800                                          | 23. Juni 1989           | 85              |
| Vierständerbau | Vierständerbau                                                                           | Blankenau Dorfstraße 6 Karte                                | Vierständerbau im städtebaulichen Zusammenhang. Giebeldreiecke über Sichtbalken vorkragend                                                                                      | 1741                                             | 23. Juni 1989           | 86              |
| Kleiner Vierständerbau | Kleiner Vierständerbau                                                                   | Blankenau Dorfstraße 7 Karte                                | Kleiner Vierständerbau im städtebaulichen Zusammenhang | Anfang 18. Jahrhundert                           | 23. Juni 1989           | 87              |
| weitere Bilder | Wartturm                                                                                 | Rothe Wartefeld Karte                                       | Wartturm zur Sicherung der Ortschaft Rothe |                                                  | 23. Juni 1989           | 89              |
| Backsteinernes Gutshaus Gutshaus Roggenthal | Backsteinernes Gutshaus Gutshaus Roggenthal                                              | Beverungen Gut Roggenthal 2 Karte                           | Backsteinernes Gutshaus, ehem. Mühlanlage, Gebäude H-förmig gegliedert | 1889                                             | 23. Juni 1989           | 90              |
| Ungewöhnlich große u. gut erhaltene Anlage Jüdischer Friedhof                                                                                            | Ungewöhnlich große u. gut erhaltene Anlage Jüdischer Friedhof                            | Beverungen B 241 Karte                                      | Ungewöhnlich große und gut erhaltene Anlage mit mehreren hundert Steinen. | Belegt seit dem 18. Jahrhundert                  | 23. Juni 1989           | 91              |
| Vierständerbauernhaus mit verbrettertem Giebeldreieck | Vierständerbauernhaus mit verbrettertem Giebeldreieck                                    | Amelunxen Am Brink 11 Amalungstr. 15a Karte                 | Vierständer mit verbrettertem Gielbeldreieck | um 1700                                          | 23. Juni 1989           | 92              |
| Städtebaulich wichtiges Gebäude zweigeschossiges Fachwerkwohnhaus                                                                                        | Städtebaulich wichtiges Gebäude zweigeschossiges Fachwerkwohnhaus                        | Amelunxen Amalungstraße 2 Karte                             | 2-geschossiges traufenständiges Wohnhaus mit Sollingdach und Krüppelwalm |                                                  | 23. Juni 1989           | 93              |
| Fachwerkgiebelhaus | Fachwerkgiebelhaus                                                                       | Beverungen An der Kirche 8a/8b Karte                        | Fachwerkgiebelhaus, ehemals mit Mitteldiele und kleiner Bogentür | 1656                                             | 23. Juni 1989           | 94              |
| Zweigeschossiges Fachwerkwohnhaus | Zweigeschossiges Fachwerkwohnhaus                                                        | Beverungen An der Kirche 3 Karte                            | 2-geschossiges Fachwerkwohnhaus, Satteldach mit Krüppelwalm | um 1800                                          | 23. Juni 1989           | 95              |
| Zweigeschossiges Fachwerkgiebelhaus | Zweigeschossiges Fachwerkgiebelhaus                                                      | Beverungen Mühlenstraße 24 Karte                            | Kleines 2-geschossiges Fachwerkgiebelhaus mit Gewölbekeller | 1868                                             | 23. Juni 1989           | 96              |
| Zweigeschossiges traufenständiges und fünfachsiges massives Gebäude Altes Zollhaus                                                                       | Zweigeschossiges traufenständiges und fünfachsiges massives Gebäude Altes Zollhaus       | Beverungen Weserstraße 31 Karte                             | 2-geschossiges traufenständiges und fünfachsiges massives Gebäude über hohem Kellersockel                                                                                       |                                                  | 23. Juni 1989           | 97              |
| Zweigeschossiges Vierständerbauernhaus in städtebaulich wichtiger Lage                                                                                   | Zweigeschossiges Vierständerbauernhaus in städtebaulich wichtiger Lage                   | Amelunxen Am Brink 18 Karte                                 | 2-geschossiges Vierständer-Bauernhaus in städtebaulich wichtiger Lage | um 1850                                          | 23. Juni 1989           | 98              |
| Kleines und schmales Fachwerkgiebelhaus | Kleines und schmales Fachwerkgiebelhaus                                                  | Beverungen Burgstraße 4 Karte                               | Kleines und schmales Fachwerkgiebelhaus, Dach mit Sollingplatten. | aus dem 18. Jahrhundert                          | 28. November 1989       | 99              |
| Großes, zweigeschossiges Fachwerktraufenhaus Heinwaldsche Haus                                                                                           | Großes, zweigeschossiges Fachwerktraufenhaus Heinwaldsche Haus                           | Beverungen Bahnhofstraße 2 a Karte                          | 2-geschossiges Fachwerktraufenhaus, Dacheindeckung aus Sollingplatten | frühes 19. Jahrhundert                           | 10. Oktober 1990        | 100             |
| Zweigeschossiges Fachwerkgiebelhaus | Zweigeschossiges Fachwerkgiebelhaus                                                      | Beverungen Weserstraße 25 Karte                             | 2-geschossiges Giebelhaus aus Fachwerk, Vierständerhallenhaus | im 17. Jahrhundert                               | 10. Oktober 1990        | 101             |
| Giebelständiger Fachwerkbau | Giebelständiger Fachwerkbau                                                              | Beverungen Weserstraße 23 Karte                             | Giebelständiger Fachwerkbau mit gleichzeitiger Utlucht unter eigenem Giebel | im 17. Jahrhundert                               | 11. März 1991           | 102             |
| Giebelständiger Vierständerbau | Giebelständiger Vierständerbau                                                           | Beverungen Burgstraße 19 Karte                              | Giebelständiger Vierständerbau, Seitenschiffe 2-geschossig, Diele durchgebaut                                                                                                   | 1726                                             | 11. März 1991           | 103             |
| Gierseilfähre (Drahtseilfähre) Weserfähre Herstelle/Würgassen                                                                                            | Gierseilfähre (Drahtseilfähre) Weserfähre Herstelle/Würgassen                            | Herstelle/Würgassen Gemarkung Herstelle + Würgassen Karte   | Gierseilfähre (Drahtseilfähre) mit einer Zufahrtsrampe aus teilweise noch vorhandenem Kleinpflaster                                                                             |                                                  | 20. April 1994          | 104             |
| Gierseilfähre (Drahtseilfähre) Weserfähre Wehrden | Gierseilfähre (Drahtseilfähre) Weserfähre Wehrden                                        | Wehrden Gemarkung Wehrden                                   | Gierseilfähre (Darhtseilfähre) die gepflasterte Zufahrt befindet sich unter der Asphaltfläche                                                                                   |                                                  | 20. April 1994          | 105             |
| Zweigeschossiges giebelständiges Fachwerkhaus | Zweigeschossiges giebelständiges Fachwerkhaus                                            | Beverungen Mühlenstraße 19 Karte                            | 2-geschossiger giebelständiger Fachwerkbau unter mit Pfannen eingedecktem Satteldach                                                                                            | 19. Jahrhundert                                  | 20. April 1994          | 106             |
| 2-geschossiges Fachwerkwohnhaus | 2-geschossiges Fachwerkwohnhaus                                                          | Beverungen Mittelstraße 6 Karte                             | 2-geschossiges Wohnhaus von hoher städtebaulicher Bedeutung | 1706                                             | 27. Oktober 1994        | 107             |
| Klosterkirche St. Antonius (Abtei Herstelle) | Klosterkirche St. Antonius (Abtei Herstelle)                                             | Herstelle Carolus-Magnus-Straße 9 Karte                     | Es handelt sich um einen dreijochigen Saal mit polygonalem Chor | 1732-1734                                        | 27. Oktober 1994        | 108             |
| Vierständerhallenhaus | Vierständerhallenhaus                                                                    | Beverungen Lange Straße 6 Karte                             | Vierständerhallenhaus mit Krüppelwalmdach | Anfang 19. Jahrhundert                           | 8. November 1995        | 109             |
| Jüdischer Friedhof | Jüdischer Friedhof                                                                       | Amelunxen Osterberg Karte                                   | Friedhof am Waldrand gelegen mit 16 sichtbaren Gräbern | 19. Jahrhundert                                  | 6. August 1997          | 110             |
| giebelständiges Vierständer-Fachwerkgebäude mit Satteldach                                                                                               | giebelständiges Vierständer-Fachwerkgebäude mit Satteldach                               | Herstelle Heristalstraße 53 a + b Karte                     | Giebelständiges Vierständer-Fachwerkgebäude mit Satteldach, Obergeschoss kragt auf profilierten Balkenköpfen vor                                                                |                                                  | 6. August 1997          | 111             |
| Jüdischer Friedhof | Jüdischer Friedhof                                                                       | Herstelle Gemarkung Herstelle Karte                         | Gut erhaltener Friedhof mit 25 sichtbaren Gräbern an einem Hang | 19. und 20. Jahrhundert                          | 15. Oktober 1997        | 112             |
| Sandsteinkreuz mit Inschrift im Querbalken Kriegerehrenmal                                                                                               | Sandsteinkreuz mit Inschrift im Querbalken Kriegerehrenmal                               | Drenke Eggeberg Karte                                       | Kriegerehrenmal, Sandsteinkreuz mit Inschrift und Querbalken | 1923                                             | 14. Januar 1999         | 113             |
| BW | Vierständerhallenhaus                                                                    | Wehrden Auf dem Pfuhl 16 Karte                              | Kleines Vierständerhallenhaus von nur 4 Gebinden Länge | 1776                                             | 24. Juni 2003 gelöscht  | 114             |
| Kath. Pfarrkirche St. Bartholomäus | Kath. Pfarrkirche St. Bartholomäus                                                       | Haarbrück Stiftweg 1 Karte                                  | Kleine neugotische Saalkirche aus Feldbrannstein unter Verwendung gelber Ziegel an den Ecken der Strebepfeiler und zur Rahmung der spitzbogigen Fenster                         | 1883                                             | 19. Juni 2001           | 115             |
| Bildstock | Bildstock                                                                                | Haarbrück Bühner Str./ Holzbrunnenstr. Karte                | Bildstock aus Weser-Sandstein auf einem quaderförmigen Sockel mit eingetieftem, in den Ecken mit Viertelkreismuschel-Reliefs besetztem Inschriftenfeld                          | 1796                                             | 19. Juli 2001           | 116             |
| Lagerhalle Kessel- u.Maschinenhaus u. Kamin | Lagerhalle Kessel- u.Maschinenhaus u. Kamin                                              | Beverungen Blankenauer Straße 6 Karte                       | Die beiden Gebäude stehen giebelseitig zur Blankenauer Straße. Neben dem Kessel- und Maschinenhaus steht der ca. 30 m hohe Kamin                                                | um 1900                                          | 26. Juni 2002           | 117             |
| 8 historische Grenzsteine Preußen - Hannover | 8 historische Grenzsteine Preußen - Hannover                                             | Würgassen Gemarkung Würgassen                               | Es handelt sich um 8 hochrechteckige, scharrierte Stelen aus Wesersandstein mit segmentbogigem oberen Abschluss                                                                 | 1837                                             | 16. September 2008      | 118             |
| 17 (Herstelle) + 9 (Haarbrück) historische Grenzsteine Hochstift Paderborn – Hessen                                                                      | 17 (Herstelle) + 9 (Haarbrück) historische Grenzsteine Hochstift Paderborn – Hessen      | Herstelle Haarbrück Gemarkung Herstelle und Haarbrück Karte | Es handelt sich um 26 hochrechteckige Sandsteinplatten oder -stelen die meist einen halbkreisförmigen Abschluss haben und ungefähr zu einem Drittel im Boden eingegraben wurden | 1754/1778                                        | 16. September 2008      | 119             |
| | Historische Grenzsteine der Grafen von Sierstorpff in der Ortschaft Dalhausen            | Dalhausen Gemarkung Dalhausen                               | Grenzsteine die aus Sandstein gehauen und mit Initialen C v S versehen sind | ab 1829                                          | 9. Mai 2014             | 120             |
| [[Vorlage:Bilderwunsch/code!/C:51.642517,9.419539!/D:Ehemaliges Pfarrhaus der kath. St. Bartholomäus Kirchengemeinde Herstell, Heristalstraße 32!/\|BW]] | Ehemaliges Pfarrhaus der kath. St. Bartholomäus Kirchengemeinde Herstell                 | Herstelle Heristalstraße 32 Karte                           | Traufgenständiger 2-geschossiger Putzbau mit kräftiger Mauerstärke unter mit Pfannen gedecktem Mansardwalmdach                                                                  | 1657                                             | 14. Juli 2015           | 121             |